# Legwanowate
Legwanowate, legwany (Iguanidae) – rodzina jaszczurek z infrarzędu Iguania w obrębie rzędu łuskonośnych (Squamata), obejmuje ponad 40 gatunków, w tym 8 krytycznie zagrożonych wyginięciem.

## Występowanie
Legwany występują od południowo-zachodniej części USA po obszary centralne Ameryki Południowej, na wyspach Galapagos (Amblyrhynchus, Conolophus), Antylach (Iguana, Cyclura) i na Fidżi (Brachylophus).

## Charakterystyka
Wielkość od 14 cm długości (Dipsosaurus dorsalis) do ponad 2 metrów (Iguana iguana). Ich zęby są umieszczone pleurodontycznie (co odróżnia je od agam i kameleonów) i podlegają stałej wymianie. U niektórych występuje autotomia – zdolność odrzucania ogona. Pokrój ciała u większości gatunków przypomina typowe jaszczurki z długim ogonem. Gatunki prowadzące naziemny tryb życia mają ciała brzusznie spłaszczone, a nadrzewne bocznie spłaszczone. Skóra pokryta jest nieregularnie rozmieszczonymi niewielkich rozmiarów łuskami. Występują u nich różne skórne twory jak grzebienie, fałdy, wachlarze. Samce wielu gatunków w czasie, gdy są podniecone nadymają worki podgardzielowe. Ubarwienie z reguły w różnych ochronnych odcieniach zieleni. W czasie godów samce przybierają jaskrawsze barwy. Głównie są roślinożerne, choć większość gatunków od czasu do czasu uzupełnia dietę bezkręgowcami, rzadko innymi drobnymi zwierzętami. Większość legwanów jest jajorodna, a część jajożyworodna. Jaja w pergaminowatych osłonkach składają do jam w ziemi w liczbie od 1 do 90 sztuk. Zajmują rozmaite środowiska od lasów deszczowych poprzez pustynie. Są wśród nich gatunki naziemne (Dipsosaurus, Cyclura), naskalne (Sauromalus, Ctenosaura, Conolophus), nadrzewne (Iguana, Brachylophus) i jeden gatunek (legwan morski) spędzający większość czasu w wodzie morskiej.

## Systematyka
Tradycyjnie do rodziny Iguanidae zaliczano wiele gatunków jaszczurek z kladu Iguania, w większości zamieszkujących obszary obu Ameryk, ale także niektóre gatunki z wysp na Pacyfiku a nawet z Madagaskaru; w obrębie Iguanidae wyróżniano wówczas wiele podrodzin, m.in. Iguaninae, Corytophaninae, Crotaphytinae, Oplurinae, Phrynosomatinae, Polychrotinae i Tropidurinae. Frost i Etheridge (1989) stwierdzili jednak, iż brakuje dowodów na to, że wszystkie te podrodziny tworzą takson monofiletyczny, do którego jednocześnie nie należą agamy i kameleony; z tego powodu zaproponowali, by nazwy Iguanidae używać jedynie w odniesieniu do dawnej podrodziny Iguaninae, a pozostałe podrodziny legwanów podnieść do rangi odrębnych rodzin. Do rodziny Iguanidae należą następujące występujące współcześnie rodzaje:

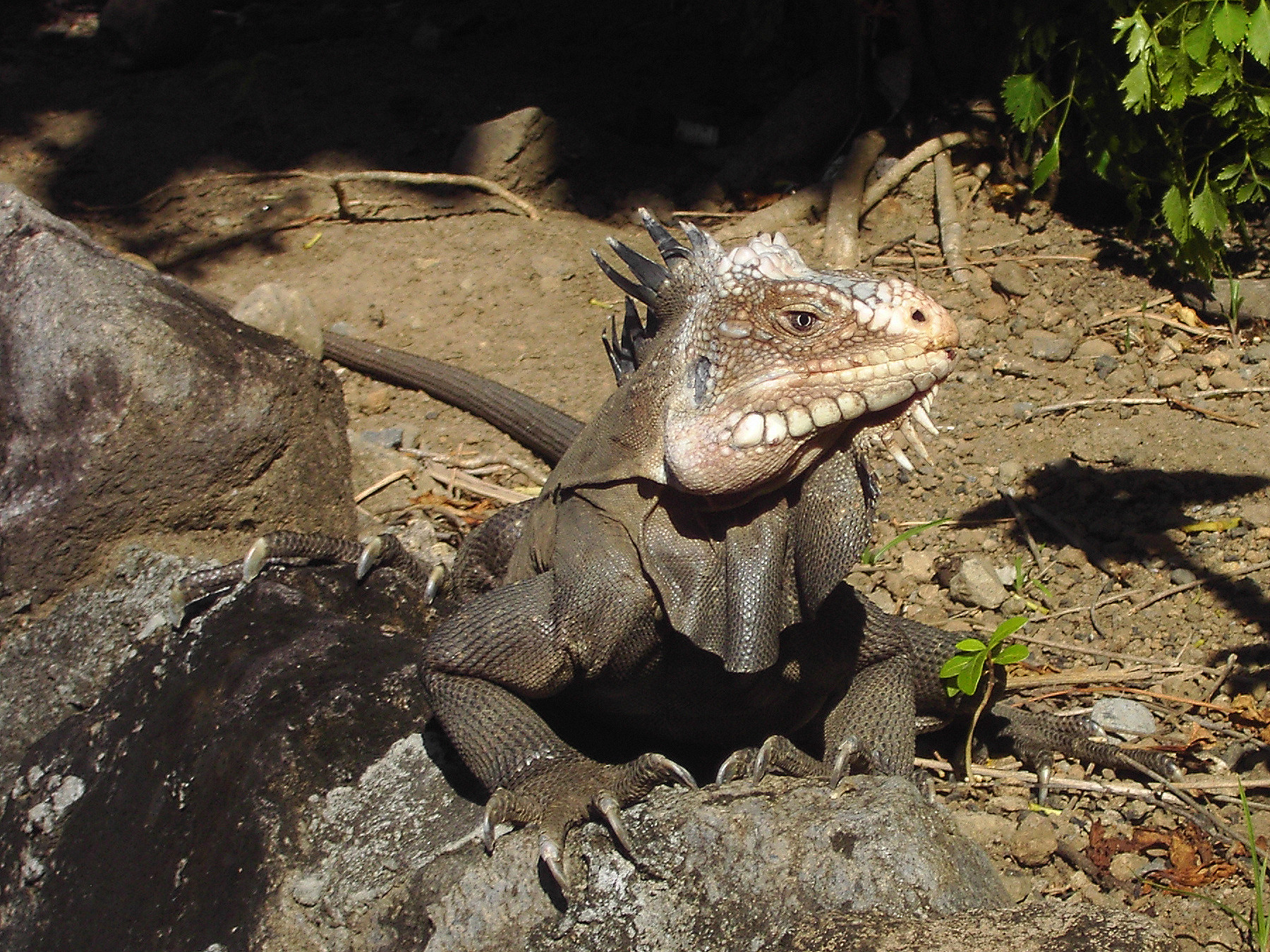
Legwan szlachetny

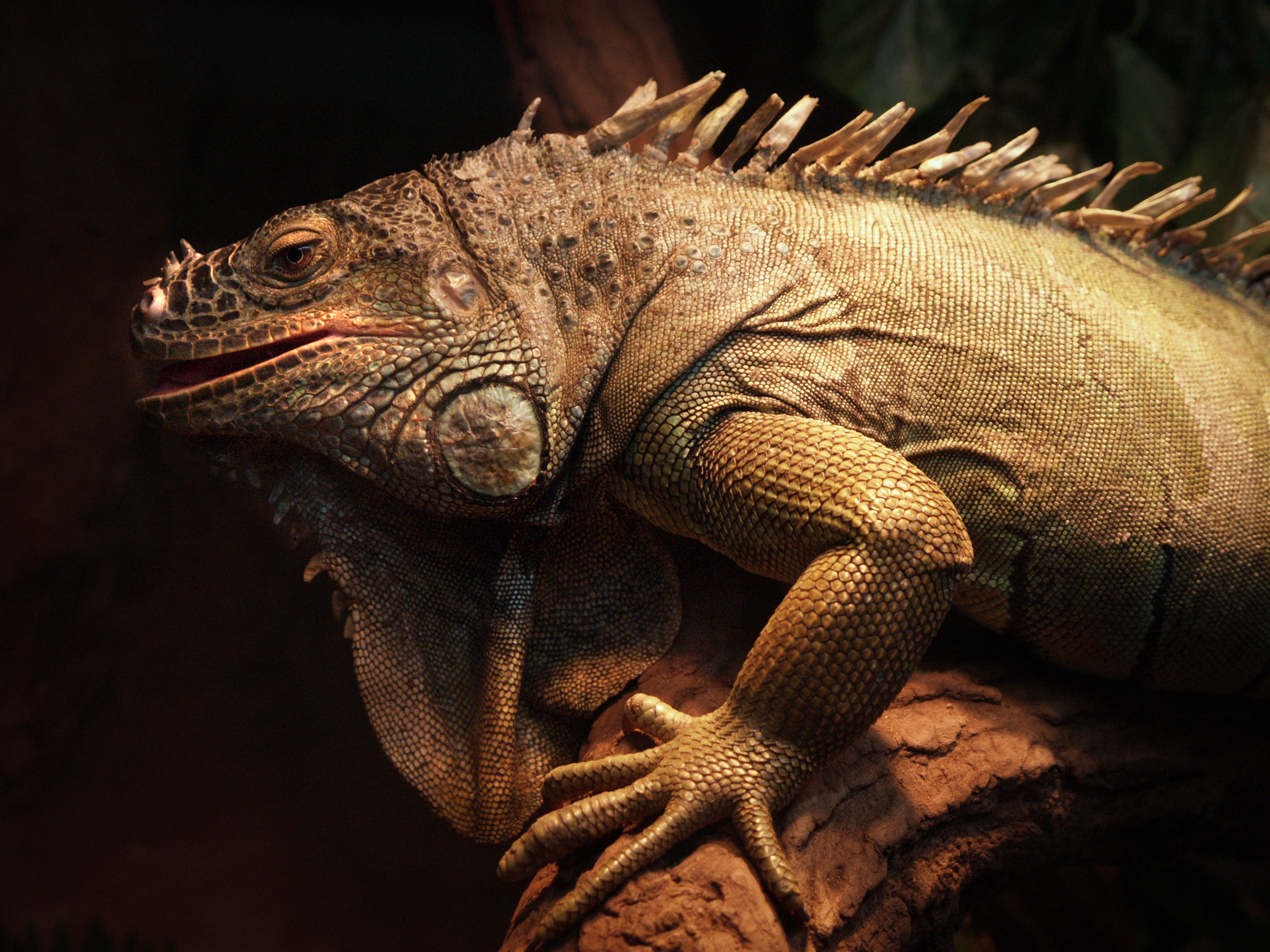
Legwan zielony

- Amblyrhynchus Bell, 1825 – jedynym przedstawicielem jest Amblyrhynchus cristatus Bell, 1825 – legwan morski
- Brachylophus Cuvier, 1829
- Cachryx Cope, 1866
- Conolophus Fitzinger, 1843
- Ctenosaura Wiegmann, 1828
- Cyclura Harlan, 1824
- Dipsosaurus Hallowell, 1854
- Iguana Laurenti, 1768
- Sauromalus Duméril, 1856

oraz rodzaje wymarłe:
- Armandisaurus Norell & de Queiroz, 1991 – jedynym przedstawicielem był Armandisaurus explorator Norell & de Queiroz, 1991
- Lapitiguana Pregill & Worthy, 2003 – jedynym przedstawicielem był Lapitiguana impensa Pregill & Worthy, 2003
- Pumila Norell, 1989 – jedynym przedstawicielem był Pumilia novaceki Norell, 1989.

Późniejsze badania wykazały jednak, że dawne podrodziny Iguanidae sensu lato tworzą monofiletyczną grupę, do której nie należą agamy i kameleony. W związku z tym część naukowców powtórnie zaczęła zaliczać do rodziny Iguanidae wszystkie jej dawne podrodziny; inni jednak uznają, że podział Iguanidae sensu lato na szereg odrębnych rodzin za bardzo się upowszechnił, by od niego odchodzić i proponują, by nadal używać nazwy Iguanidae tylko w odniesieniu do rodzaju Iguana i jego najbliższych krewnych, tj. dawnej podrodziny Iguaninae (na określenie Iguanidae sensu lato autorzy ci używają nazwy Pleurodonta).

## Zagrożenia
W 2023 roku w Czerwonej księdze gatunków zagrożonych Międzynarodowej Unii Ochrony Przyrody i Jej Zasobów umieszczono 45 gatunków z tej rodziny, w tym 1 wymarły oraz 8 w kategorii CR (krytycznie zagrożone).